# Elek Simon
Simon Elek a fost primar al orașului Cluj în perioada 1 februarie 1874 - 1 septembrie 1880.

## Realizări
În timpul mandatului său a fost chemată în oraș pedagoga Antonina De Gerando, ca directoare a nou înființatei școli de fete.